# Biskupi seulscy

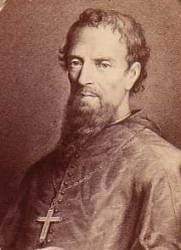
św. Wawrzyniec Imbert MEP

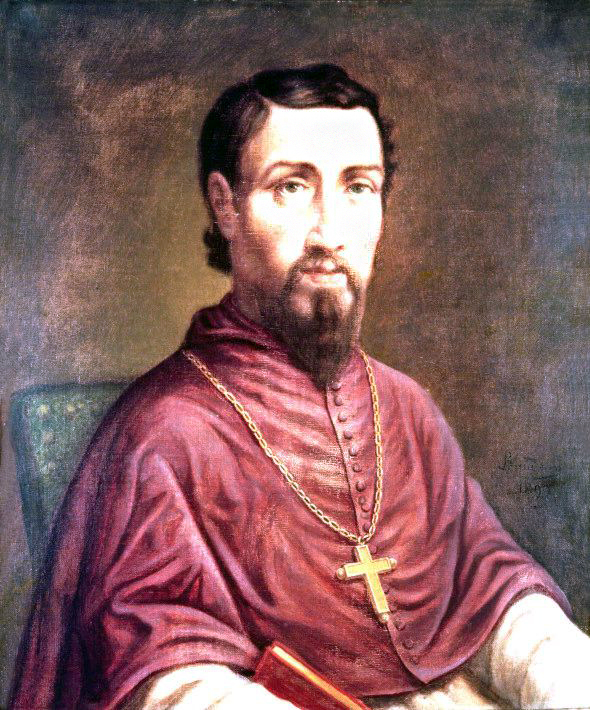
św. Szymon Berneux MEP

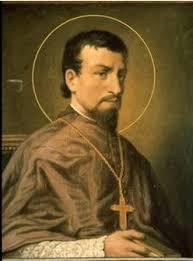
św. Antoni Daveluy MEP

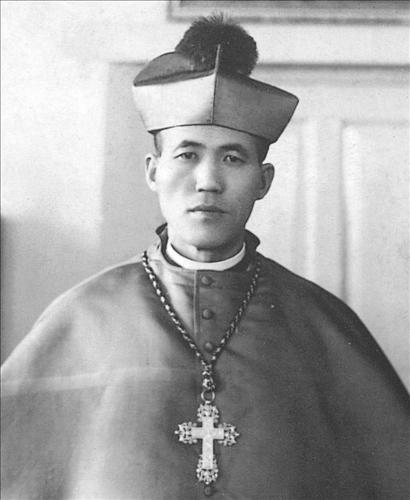
abp Paul Marie Ro Kinam

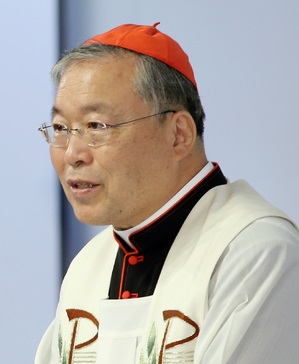
kard. Andrew Yeom Soo-jung

Biskupi seulscy - rzymskokatoliccy biskupi mający swoją stolicę biskupią w Seulu w Korei Południowej. W Seulu mieściła się stolica wikariatu apostolskiego (1831 - 1962) i archidiecezji (1962 - nadal).

## Ordynariusze

### Wikariusze apostolscy Korei
- Barthélemy Bruguière MEP (9 września 1831 - 20 października 1835)
- św. Wawrzyniec Imbert MEP (26 kwietnia 1836 - 21 września 1839)
- Jean-Joseph-Jean-Baptiste Ferréol MEP (14 sierpnia 1843 - 3 lutego 1853)
- św. Szymon Berneux MEP (5 sierpnia 1854 - 8 marca 1866)
- św. Antoni Daveluy MEP (8 marca 1866 - 30 marca 1866)
- Félix Clair Ridel MEP (27 kwietnia 1869 - 20 czerwca 1884)
- Marie-Jean-Gustave Blanc MEP (20 czerwca 1884 - 21 lutego 1890)
- Gustave-Charles-Marie Mutel MEP (2 września 1890 - 8 kwietnia 1911)

### Wikariusze apostolscy Seulu
- Gustave-Charles-Marie Mutel MEP (8 kwietnia 1911 - 22 stycznia 1933) od 11 stycznia 1926 arcybiskup tytularny.
- Adrien Jean Larribeau MEP (23 stycznia 1933 - 5 stycznia 1942) zrezygnował, aby biskupem mógł zostać Koreańczyk. W 1958 mianowany wikariuszem apostolskim Daejeonu.
- Paul Marie Ro Kinam (10 listopada 1942 - 10 marca 1962)

### Arcybiskupi seulscy
- Paul Marie Ro Kinam (10 marca 1962 - 23 marca 1967)
- kard. Stephen Kim Sou-hwan (9 kwietnia 1968 - 3 kwietnia 1998)
- kard. Nicholas Cheong Jin-Suk (3 kwietnia 1998 - 10 maja 2012)
- kard. Andrew Yeom Soo-jung (10 maja 2012 - 28 października 2021)
- Peter Chung Soon-taek OCD (28 października 2021 - nadal)

## Biskupi pomocniczy
- Joseph Kyeong Kap-ryong (3 lutego 1977 - 2 lipca 1984) następnie mianowany biskupem Daejeon
- Paul Kim Ok-kyun (9 marca 1985 - 12 grudnia 2001)
- Peter Kang U-il (21 grudnia 1985 - 20 lipca 2002) następnie mianowany biskupem Czedżu
- Andreas Choi Chang-mou (3 lutego 1994 - 9 lutego 1999) następnie mianowany koadiutorem arcybiskupa Gwangju
- Joseph Lee Han-taek SI (19 listopada 2001 - 5 lipca 2004) następnie mianowany biskupem Uijeongbu
- Andrew Yeom Soo-jung (1 grudnia 2001 - 10 maja 2012) następnie mianowany arcybiskupem Seulu
- Luke Kim Woon-hoe (12 października 2002 - 28 stycznia 2010) następnie mianowany biskupem Chuncheon
- Basil Cho Kyu-man (3 stycznia 2006 - 31 marca 2016) następnie mianowany biskupem Wonju
- Peter Chung Soon-taek OCD (30 grudnia 2013 - 28 października 2021) następnie mianowany arcybiskupem Seulu
- Timothy Yu Gyoung-chon (30 grudnia 2013 - 15 sierpnia 2025)
- Benedictus Son Hee-song (14 lipca 2015 - 13 marca 2024) następnie mianowany biskupem Uijeongbu
- Job Koo Yo-bi (od 28 czerwca 2017 - nadal)
- Paul Kyung Sang Lee (od 24 lutego 2024)
- Matthew Kwang-Hee Choi (od 8 lipca 2025)